# Детлеф Ревентлов
Детлеф Ревентлов (на немски: Detlev Reventlow; * 4 или 27 април 1600 в Цизендорф в Мекленбург-Предна Померания; † 13 август 1664 във Футеркамп в Шлезвиг-Холщайн) е благородник от род Ревентлов от Шлезвиг-Холщайн, датски таен съветник и канцлер за германските части.
Той е син на Хенинг (Хенеке) Ревентлов (* 1551; † 3 март 1624) и втората му съпруга София фон Шперлинг (* 1578; † 25 март 1636), дъщеря на Корд фон Шперлинг-Рютинг († сл. 1618) и Мете фон Щралендорф († 1621). Баща му е собственик на именията Цизендорф, Брокхузен и Реетц и от 1573 до 1606 г. на служба в Дания.
Ревентлов първо получава обучение от домашен учител. През 1611 г. той посещава латинското училище в Нойбранденбург и се записва да следва в университета в Грайфсвалд. От 1615 г. той следва три години в университета в Росток. От 1618 г. той следва три години в Страсбург. След това той пътува през Европа и през 1624 г. трябва да се върне в родината си, заради смъртта на баща му. Същата година той става камерюнкер на служба при херцог Адолф Фридрих I фон Мекленбург.
След няколко години той е на служба при архиепископ Йохан Фридрих фон Шлезвиг-Холщайн-Готорп и изпълнява множество дипломатически мисии за него: 1627 г. посещава курфюрста на Саксония в Дрезден и кралския двор във Виена. През 1628 г. той се среща с военачалниците Тили и Валенщайн, 1630 г. участва в курфюрсткото събрание в Регенсбург.
През края на 1632 г. той става таен съветнк и германск канцлер на крал Кристиан IV от Дания и Норвегия и трябва да се грижи за за външната политика. Той води значими съвещания с германските управляващи. През декември 1632 г. той пътува от Любек за Дрезден и желае саксонския курфюрст да прекрати съюза с Швеция и да сключи мир с императора. След това той е в Бавария при курфюрст Максимилиан Баварски и Валенщайн. След няколко месеца той пътува отново за Дрезден, за да преговаря за годежа на датския кронпринц Кристиан VI Датски с Магдалена Сибила Саксонска.
След смъртта на крал Кристиан VI той живее в своите имения. Детлеф Ревентлов умира на 13 август 1664 г. във Футеркамп и е погребан в катедралата на Шлезвиг.

## Фамилия
Детлеф Ревентлов се жени на 4 октомври 1636 г. в Нойхауз за Кристина Рантцау (* 1618 в Нойхауз, Лутиенбург, Пльон; † 2 май 1688 в Кил), дъщеря на Хенрик/Хайнрих Рантцау († 1620) и Катарина Рантцау (1590 – 1655). Те имат 12 деца, четири дъщери и осем сина, между тях:
- Хенинг Ревентлов (* 24 юни 1640; † 30 януари 1705), господар в Хемелмарк, Глазау и Алтенхоф, тайен съветник, женен пр. 1666 г. за Маргрета Румор (* 7 ноември 1638; † 11 март 1705); имат 12 деца
- Конрад фон Ревентлов (* 21 април 1644; † 21 юли 1708 ), от 1673 г. граф, датски премиер-министър и канцлер (1699 – 1708), женен I. на 21 юли 1667 г. в Копенхаген за Анна Маргарета фон Габел (1651 – 1678), II. на 1 май 1681 г. за София Амалия фон Хан (1664 – 1722),
- Катарина Кристина Ревентлов (* 8 април 1647; † 4 април 1704), омъжена на 23 април 1663 г. манастир Рингклостер, Хилке за Адам Кристофер фон Холщайн (* 12 февруари 1631; † 4 април 1690), датски полковник-лейтенант
- Фридрих Ревентлов (* 10 септември 1649 в Кил; † 29 октомври 1728) датски офицер, от 1684 до 1689 амтман на Хузум, от 1704 до 1725 пропст на манастир, женен I. за Анна Хедевиг фон Квален (* 1642; † 18 март 1717, Итцехое), имат 5 деца, II. за Катарина фон Брокдорф
- Детлев Ревентлов (* 23 август 1654 в дворец Футеркамп, Кил; † 4 ноември 1701), тайен съветник и пропст, женен за Доротея фон Алефелдт; имат 4 деца
- Доротея фон Ревентлов (* 22 януари 1657; † 1 юли 1697), омъжена I. за фрайхер Ханс Хайнрих Килман фон Килмансег (1636 – 1686), таен съветник в Готторф, II. в Нойхауз за тайния съветник Кай Рантцау (1605 – 1704).